# Чабринович, Иван
Иван Чабринович (серб. Иван Чабриновић, 3 августа 1939, Крагуевац) — югославский футболист и тренер.

## Биография
В качестве футболиста выступал за «Раднички» из Крагуеваца и Белграда. В 1966 году Чабринович находился в расположении «Партизан», но, не подписав с ним контракт, вскоре он завершил карьеру.
В качестве тренера в 1990 году возглавлял молодежную сборную Югославии на Чемпионате Европы для игроков до 21 года. На турнире подопечные Чабриновича дошли до финала, в котором по сумме двух встреч уступили СССР (2:4, 1:3).
После работы с молодежью, тренер вошел в штаб Ивицы Осима во взрослой сборной Югославии. Национальная команда пробилась на чемпионат Европы 1992 года в Швеции. За 20 дней до начала турнира Осим подал в отставку и Чабринович назначается на его место. К тому моменту уже начался распад страны, но несмотря на него, наставник должен был отправиться вместе со сборной без хорватских, македонских и боснийских игроков. Однако в последний момент югославы были отлучены от участия в ЧЕ из-за войны.
Впоследствии специалист являлся главным тренером сборной Бахрейна, работал в Японии и на родине.

## Достижения
- Серебряный призер молодежного Чемпионата Европы (1): 1990.
- Победитель Второй лиги Югославии (1): 1981/82.